# Mette Melgaard
Mette Blak Melgaard (* 3. Juni 1980 in Rønde, Dänemark) ist eine ehemalige dänische Handballspielerin.
Melgaard begann mit elf Jahren das Handballspielen bei Vrold Skanderborg. Über die Zwischenstationen Århus KFUM und Brabrand IF gelangte die Kreisspielerin im Jahr 2001 zu Slagelse FH. Mit Slagelse gewann Melgaard 2003, 2005 und 2007 die Meisterschaft sowie 2002 den Pokal. 2004, 2005 und 2007 triumphierte sie mit Slagelse in der EHF Champions League und 2003 im EHF-Pokal. Nach sieben Spielzeiten bei Slagelse unterschrieb Melgaard einen Vertrag beim Ligarivalen FCK Håndbold, mit dem sie 2009 den Europapokal der Pokalsieger und 2010 den dänischen Pokal gewann. Im Sommer 2010 war ein Wechsel zu Hypo Niederösterreich geplant, der jedoch nicht zustande kam. Daraufhin unterzeichnete Melgaard einen Vertrag bei Randers HK. Mit Randers gewann sie 2012 die Meisterschaft.
Melgaard hat 82 Länderspiele für die dänische Frauen-Handballnationalmannschaft bestritten, in denen sie 88 Treffer erzielte. Mit Dänemark belegte sie 2009 bei den Weltmeisterschaften in China den fünften Platz. Im Sommer 2012 nahm sie an den Olympischen Spielen in London teil. Nach der Olympiade beendete sie ihre Karriere.
Melgaard war ab der Saison 2017/18 bei Team Esbjerg als Co-Trainerin tätig. Diese Tätigkeit beendete sie im Sommer 2019.